# هيثر سيرز
هيثر سيرز (بالإنجليزية: Heather Sears)‏؛ هي ممثلة بريطانية، ولدت في 28 سبتمبر 1935 في المملكة المتحدة، وتوفيت بنفس المكان في 3 يناير 1994.

## أعمال

### أفلام
- (1959) غرفة بالأعلى
- (1960) أبناء وأحباء

## وصلات خارجية
- هيثر سيرز على موقع IMDb (الإنجليزية)
- هيثر سيرز على موقع ألو سيني (الفرنسية)
- هيثر سيرز على موقع أول موفي (الإنجليزية)
- هيثر سيرز على موقع قاعدة بيانات الأفلام السويدية (السويدية)
- هيثر سيرز على موقع قاعدة بيانات الفيلم (الإنجليزية)
- هيثر سيرز على موقع كينوبويسك (الروسية)